# Six Pack (ZZ Top)
Six Pack è un album di raccolta del gruppo musicale statunitense ZZ Top, pubblicato nel 1987.

## Tracce

### Disco 1 -ZZ Top's First Album&Rio Grande Mud
1. Somebody Else Been Shaking Your Tree – 2:29 (Billy Gibbons)
2. Brown Sugar – 5:20 (Gibbons)
3. Squank – 2:49 (Gibbons, Bill Ham, Dusty Hill)
4. Goin' Down to Mexico – 3:23 (Gibbons, Ham, Hill)
5. Old Man – 3:31 (Frank Beard, Gibbons, Hill)
6. Neighbor, Neighbor – 2:19 (Gibbons)
7. Certified Blues – 3:26 (Beard, Gibbons, Ham)
8. Bedroom Thang – 3:53 (Gibbons)
9. Just Got Back from Baby's – 4:10 (Gibbons, Ham)
10. Backdoor Love Affair – 2:42 (Gibbons, Ham)
11. Francine – 2:53 (Kenny Cordray, Gibbons, Steve Perron)
12. Just Got Paid – 3:48 (Gibbons, Ham)
13. Mushmouth Shoutin' – 3:45 (Gibbons, Ham)
14. Ko Ko Blue – 4:23 (Beard, Gibbons, Hill)
15. Chevrolet – 3:19 (Gibbons)
16. Apologies to Pearly – 2:45 (Beard, Gibbons, Ham, Hill)
17. Bar-B-Q – 3:22 (Gibbons, Ham)
18. Sure Got Cold After the Rain Fell – 6:47 (Gibbons)
19. Whiskey’n Mama – 3:20 (Beard, Gibbons, Ham, Hill)
20. Down Brownie – 2:26 (Gibbons)

### Disco 2 -Tres Hombres&Fandango!
1. Waitin' for the Bus – 2:59 (Gibbons, Hill)
2. Jesus Just Left Chicago – 3:29 (Beard, Gibbons, Hill)
3. Beer Drinkers and Hell Raisers – 3:23 (Beard, Gibbons, Hill)
4. Master of Sparks – 3:33 (Gibbons)
5. Hot, Blue and Righteous – 3:14 (Gibbons)
6. Move Me on Down the Line – 2:30 (Gibbons, Hill)
7. Precious and Grace – 3:09 (Beard, Gibbons, Hill)
8. La Grange – 3:51 (Beard, Gibbons, Hill)
9. Shiek – 4:04 (Gibbons, Hill)
10. Have You Heard? – 3:14 (Gibbons, Hill)
11. Thunderbird (Live) – 2:49 (Beard, Gibbons, Hill)
12. Jailhouse Rock (Live) – 1:56 (Jerry Leiber, Mike Stoller)
13. Backdoor Medley (Live - Backdoor Love Affair* / Mellow Down Easy** / Backdoor Love Affair No.2*** / Long Distance Boogie****) – 9:23 (*Gibbons, Ham / **Willie Dixon / ***Gibbons / ****John Lee Hooker)
14. Nasty Dogs and Funky Kings – 2:42 (Beard, Gibbons, Hill)
15. Blue Jean Blues – 4:42 (Beard, Gibbons, Hill)
16. Balinese – 2:37 (Beard, Gibbons, Hill)
17. Mexican Blackbird – 3:06 (Beard, Gibbons, Hill)
18. Heard It on the X – 2:23 (Beard, Gibbons, Hill)
19. Tush – 2:14 (Beard, Gibbons, Hill)

### Disco 3 -Tejas&El Loco
1. It's Only Love – 4:24 (Beard, Gibbons, Hill)
2. Arrested for Driving While Blind – 3:05 (Beard, Gibbons, Hill)
3. El Diablo – 4:20 (Beard, Gibbons, Hill)
4. Snappy Kakkie – 2:56 (Beard, Gibbons, Hill)
5. Enjoy and Get It On – 3:23 (Beard, Gibbons, Hill)
6. Ten Dollar Man – 3:42 (Beard, Gibbons, Hill)
7. Pan Am Highway Blues – 3:15 (Beard, Gibbons, Hill)
8. Avalon Hideaway – 3:07 (Beard, Gibbons, Hill)
9. She's a Heartbreaker – 3:02 (Beard, Gibbons, Hill)
10. Asleep in the Desert – 3:24 (Gibbons)
11. Tube Snake Boogie – 3:02 (Beard, Gibbons, Hill)
12. I Wanna Drive You Home – 4:44 (Beard, Gibbons, Hill)
13. Ten Foot Pole – 4:19 (Beard, Gibbons, Hill)
14. Leila – 3:13 (Beard, Gibbons, Hill)
15. Don't Tease Me – 4:19 (Beard, Gibbons, Hill)
16. It's So Hard – 5:12 (Beard, Gibbons, Hill)
17. Pearl Necklace – 4:01 (Beard, Gibbons, Hill)
18. Groovy Little Hippie Pad – 2:40 (Beard, Gibbons, Hill)
19. Heaven, Hell or Houston – 2:31 (Beard, Gibbons, Hill)
20. Party on the Patio – 2:48 (Beard, Gibbons, Hill)

## Formazione
- Billy Gibbons – chitarra, voce
- Dusty Hill – basso, tastiera, voce
- Frank Beard – batteria, percussioni